# Nghệ đen
Nghệ đen hay nga truật, bồng nga truật, ngải tím, tam nại (danh pháp hai phần: Curcuma zedoaria) là cây thân thảo thuộc họ Gừng.

## Lịch sử phân loại
Hendrik van Rheede gọi loài này là "kua". Georg Eberhard Rumphius gọi loài này là "tommon itam". James Petiver gọi nó là Zedoaria officinarum và tên gọi tại Ấn Độ là "damogcansi". Năm 1778, Peter Jonas Bergius đặt loài này trong chi Amomum với mô tả như sau: "Amomum scapo nudo, spica laxa truncata .... Pharm. Zedoriae radix. Locus. India orientalis. Perenne.". Năm 1779, Gottlieb Friedrich Christmann xác lập danh pháp Amomum zedoaria. Christmann dẫn chiếu tới các tên gọi của Rheede, Rumphius, Petiver và Bergius. Năm 1797, Carl Ludwig Willdenow xác lập lại danh pháp Amomum zedoaria. Năm 1807, William Roscoe chuyển Amomum zedoaria sang chi Curcuma.
Lưu ý rằng năm 1810, William Roxburgh mô tả loài mà ông gọi là Curcuma zedoaria với tên gọi trong tiếng Hindu là "nirbisí" hay "nirabisí", nhưng nó chính là Curcuma aromatica Salisb., 1808 mà không phải C. zedoaria theo nghĩa của Roscoe.

## Phân bố
Loài này là bản địa đông bắc Ấn Độ (các bang Arunachal Pradesh, Assam), Bangladesh, Bhutan; nhưng đã du nhập sang một số nơi khác như Campuchia, Ấn Độ (bao gồm cả quần đảo Andaman, quần đảo Nicobar); Indonesia (Java), Malaysia bán đảo, Myanmar lục địa, Thái Lan, Trinidad và Tobago, Việt Nam.

## Đặc điểm
Cây thảo mộc cao đến 1,5m. Thân rễ hình nón có khía chạy dọc, mang nhiều củ có thịt màu vàng tái. Ngoài những củ chính, còn có những củ phụ có cuống hình trứng hay hình quả lê màu trắng. Lá có đốm đỏ ở gân chính, dài 30–60 cm, rộng 7–8 cm. Cụm hoa ở đất, thường mọc trước khi có lá. Lá bắc dưới xanh nhợt, lá bắc trên vàng và đỏ. Hoa vàng, môi lõm ở đầu, bầu có lông mịn.

## Sử dụng

### Dược liệu
Nghệ đen được sử dụng làm thuốc đông y để hỗ trợ chức năng tiêu hóa, chữa đau dạ dày, đau bụng và làm thanh huyết.
Bài thuốc tham khảo:
Nghệ đen tươi thái khoảng 3-4 lát nấu chung với lá khoảng 10-15 lá mơ (loại mơ ăn thịt mèo) uống như uống trà, rất hiệu quả với đau dạ dày, ăn không tiêu, đầy hơi. 

## Tên gọi khác
- Trong Flora Cochinchinensis, João de Loureiro ghi tên tiếng Việt của nó (dưới danh pháp Curcuma pallida) là ngệ hoang = nghệ hoang, san kiām hoâm = sơn khương hoàng ?[12]
- Trong tiếng Trung, loài này được gọi là 白莪术 (bạch nga thuật), nghĩa đen là nga truật trắng;[13] hay nga truật (莪朮) hoặc bồng nga truật (蓬莪朮).[14] Tuy nhiên, lưu ý rằng efloras.org dù ghi nhận tên gọi bạch nga thuật nhưng không có mô tả kèm theo cũng như không có thông tin về nơi sinh sống của nó ở Trung Quốc, còn Flora of China tại Quyển 24 khi viết về chi Curcuma không ghi nhận loài này.[15] Taiwan Plant Names ghi nhận tên gọi khương hoàng (薑黃) để chỉ loài này.[16]
- Trong tiếng Tamil, loài này được gọi là karppurakkiccilikkilangku (tiếng Tamil: கர்ப்பூரக்கிச்சிலிக்கிழங்கு).
- Trong tiếng Manipur, C. zedoaria được gọi là meitei yaingang.
- Trong tiếng Bengal, nó được gọi là aam aadaa (nghệ xoài)
- Trong tiếng Assam, nó được gọi là katuri.
- Trong tiếng Indonesia, nó được gọi là kunir putih hay temu putih.[17]

## Hình ảnh

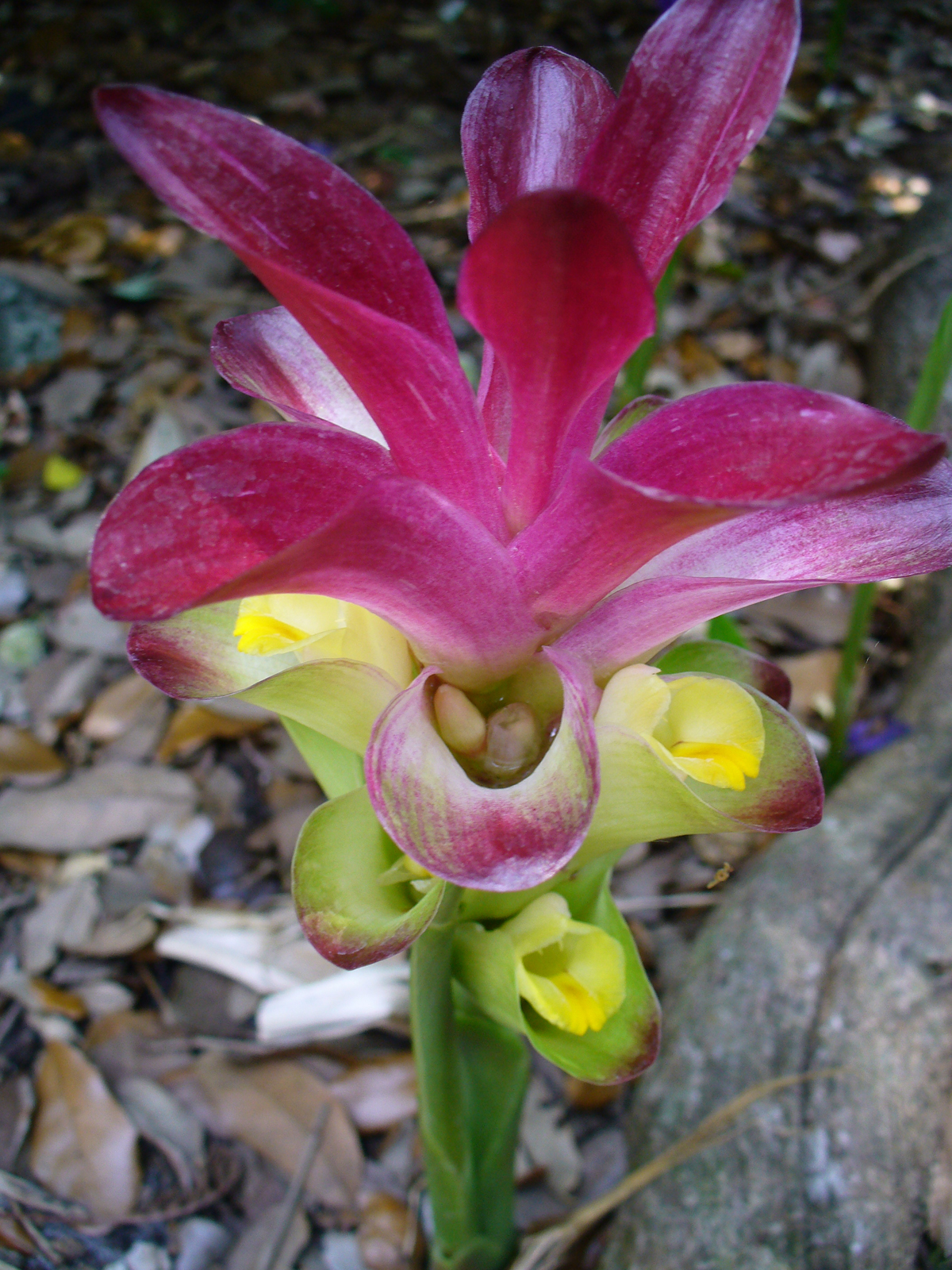
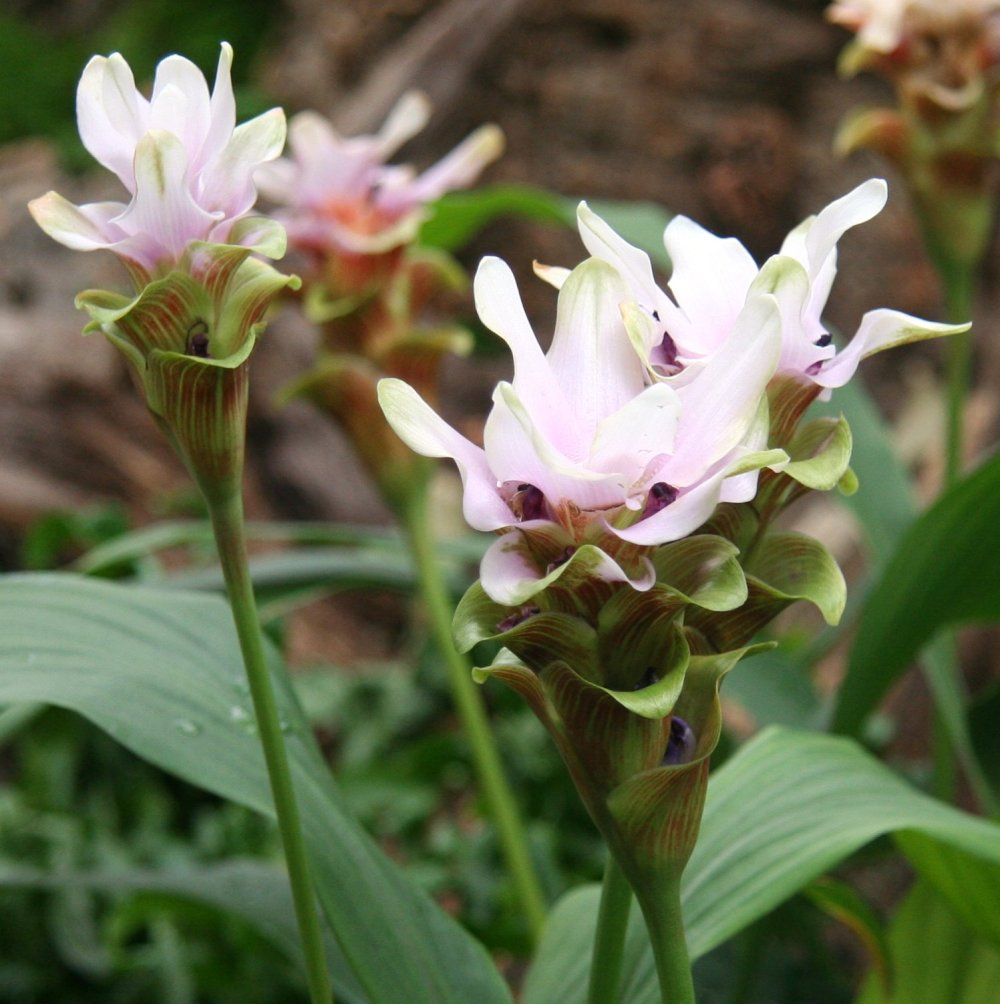
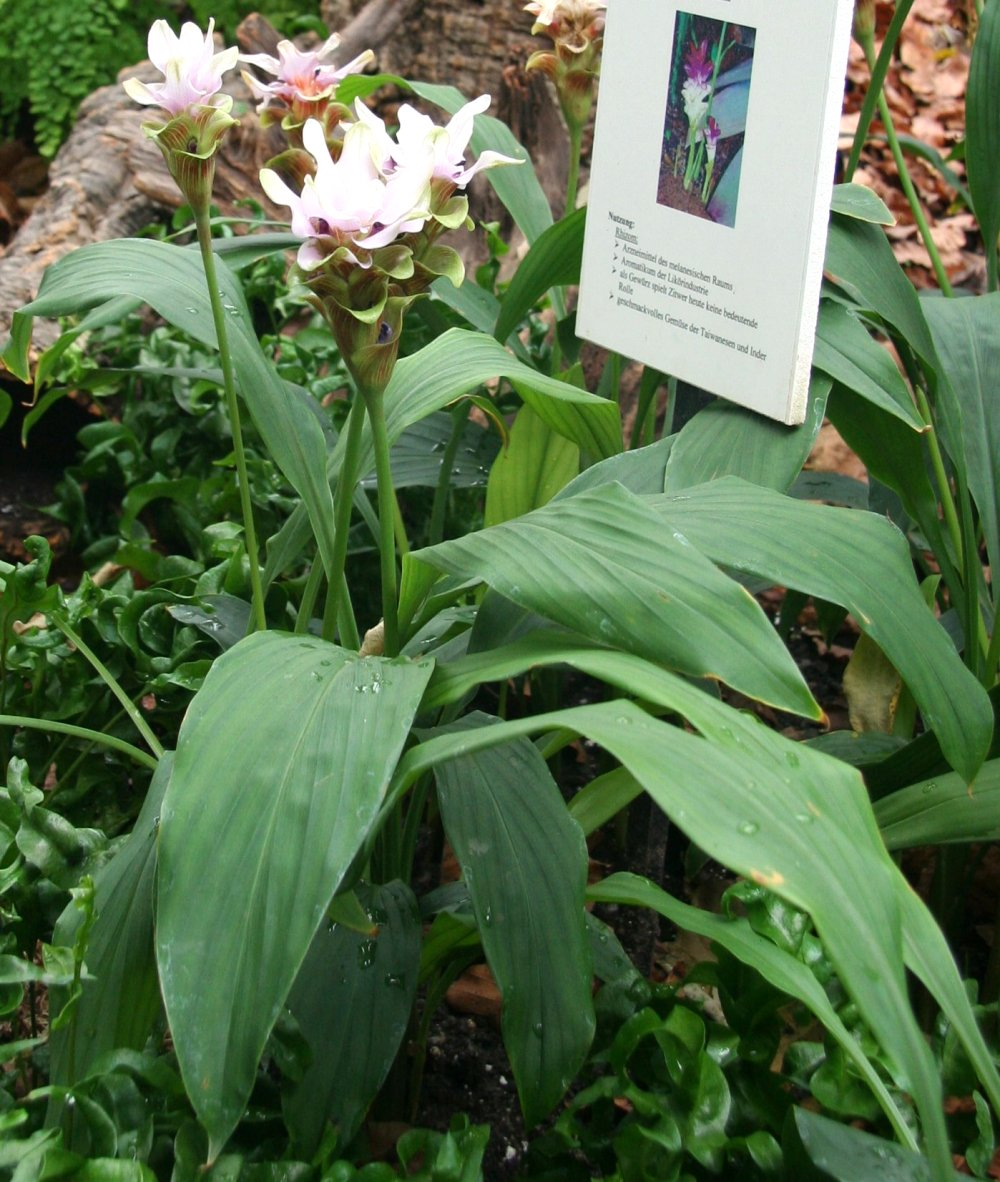
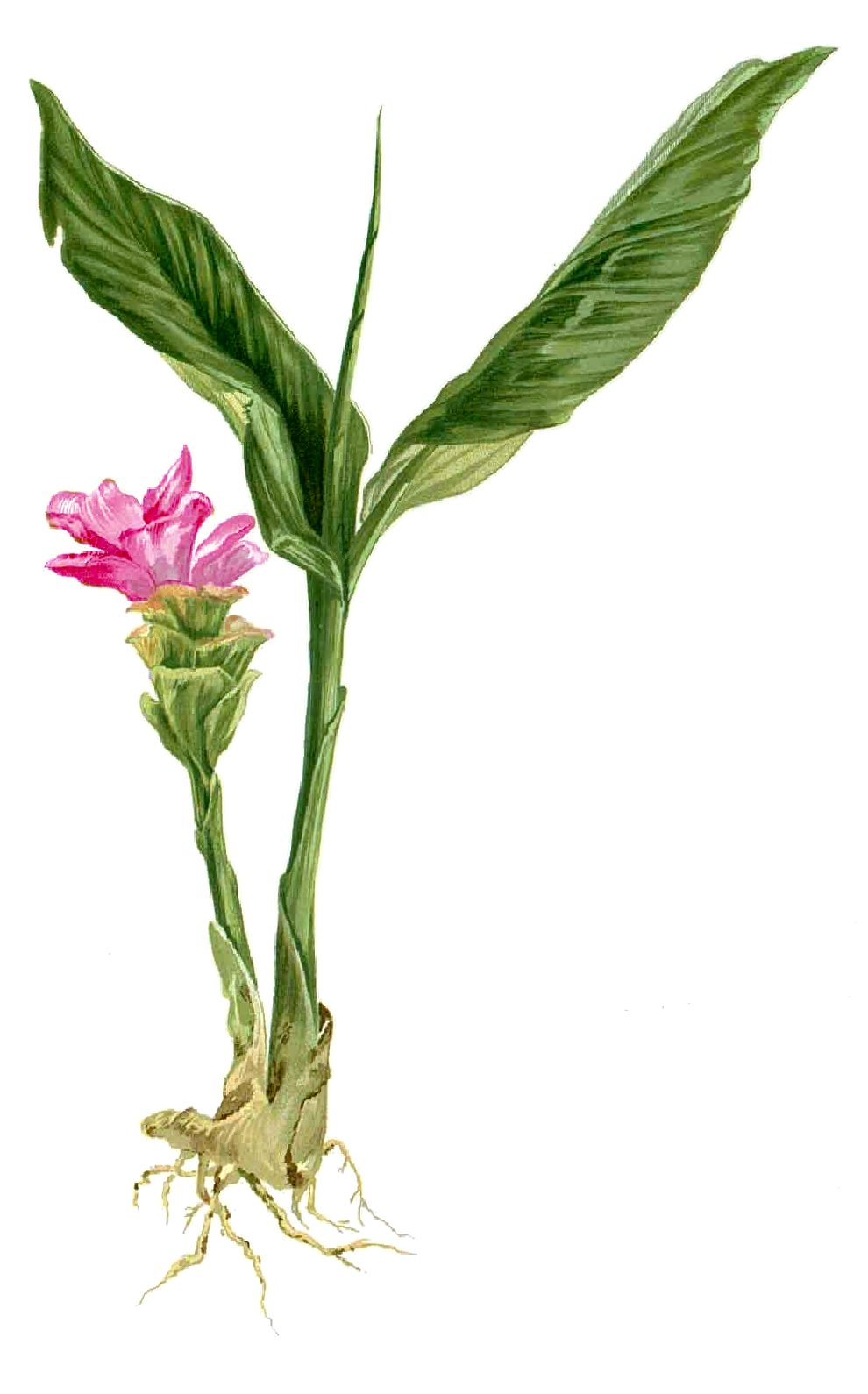